# Bukak, Tărgoviște
Bukak (în bulgară Букак) este un sat în comuna Antonovo, regiunea Tărgoviște,  Bulgaria. 

## Demografie
Componența etnică a satului Bukak
     Bulgari (27,27%)
     Turci (72,72%)
     Nicio identificare (0%)
     Altele (0%)
La recensământul din 2011, populația satului Bukak era de 11 locuitori. Din punct de vedere etnic, majoritatea locuitorilor (72,72%) erau turci, cu o minoritate de bulgari (27,27%). Pentru 0,0% din locuitori nu este cunoscută apartenența etnică.